# Euploea verhoogi
Euploea verhoogi är en fjärilsart som beskrevs av Kalis 1933. Euploea verhoogi ingår i släktet Euploea och familjen praktfjärilar. Inga underarter finns listade i Catalogue of Life.